# Liste des titres musicaux numéro un en Autriche en 1988
Cette page liste les titres numéro un dans les meilleures ventes de disques en Autriche pour l'année 1988.

## Classement des singles
| №  | Date          | Artiste                                          | Titre                       |
| -- | ------------- | ------------------------------------------------ | --------------------------- |
| 1  | 1er janvier   | Erste Allgemeine Verunsicherung                  | Küss’ die Hand, schöne Frau |
| 2  | 15 janvier    | Erste Allgemeine Verunsicherung                  | Küss’ die Hand, schöne Frau |
| 3  | 1er février   | Black                                            | Wonderful Life              |
| 4  | 15 février    | Men Without Hats                                 | Pop Goes the World          |
| 5  | 1er mars      | Men Without Hats                                 | Pop Goes the World          |
| 6  | 15 mars       | Guillermo Marchena (de)                          | My Love Is a Tango          |
| 7  | 1er avril     | José Feliciano & Orchestre symphonique de Vienne | The Sound of Vienna         |
| 8  | 15 avril      | Curacao                                          | Yiasou                      |
| 9  | 1er mai       | Taylor Dayne                                     | Tell It to My Heart         |
| 10 | 15 mai        | Taylor Dayne                                     | Tell It to My Heart         |
| 11 | 1er juin      | Okay (de)                                        | Okay!                       |
| 12 | 15 juin       | France Gall                                      | Ella, elle l'a              |
| 13 | 1er juillet   | Dew Mitch                                        | Don’t Say No                |
| 14 | 15 juillet    | Dew Mitch                                        | Don’t Say No                |
| 15 | 1er août      | Etta Scollo (it)                                 | Oh! Darling!                |
| 16 | 15 août       | Rainhard Fendrich                                | Macho Macho                 |
| 17 | 1er septembre | Rainhard Fendrich                                | Macho Macho                 |
| 18 | 15 septembre  | Rainhard Fendrich                                | Macho Macho                 |
| 19 | 1er octobre   | Rainhard Fendrich                                | Macho Macho                 |
| 20 | 15 octobre    | Milli Vanilli                                    | Girl You Know It's True     |
| 21 | 1er novembre  | Milli Vanilli                                    | Girl You Know It's True     |
| 22 | 15 novembre   | Edelweiss                                        | Bring Me Edelweiss          |
| 23 | 1er décembre  | Edelweiss                                        | Bring Me Edelweiss          |
| 24 | 15 décembre   | Edelweiss                                        | Bring Me Edelweiss          |

## Classement des albums
| №  | Date          | Artiste                         | Titre               |
| -- | ------------- | ------------------------------- | ------------------- |
| 1  | 1er janvier   | Erste Allgemeine Verunsicherung | Liebe, Tod & Teufel |
| 2  | 15 janvier    | Erste Allgemeine Verunsicherung | Liebe, Tod & Teufel |
| 3  | 1er février   | Erste Allgemeine Verunsicherung | Liebe, Tod & Teufel |
| 4  | 15 février    | Bande originale                 | Dirty Dancing       |
| 5  | 1er mars      | Bande originale                 | Dirty Dancing       |
| 6  | 15 mars       | Bande originale                 | Dirty Dancing       |
| 7  | 1er avril     | Bande originale                 | Dirty Dancing       |
| 8  | 15 avril      | Bande originale                 | More Dirty Dancing  |
| 9  | 1er mai       | Bande originale                 | More Dirty Dancing  |
| 10 | 15 mai        | Herbert Grönemeyer              | Ö                   |
| 11 | 1er juin      | Herbert Grönemeyer              | Ö                   |
| 12 | 15 juin       | Michael Jackson                 | Bad                 |
| 13 | 1er juillet   | Michael Jackson                 | Bad                 |
| 14 | 15 juillet    | Michael Jackson                 | Bad                 |
| 15 | 1er août      | Michael Jackson                 | Bad                 |
| 16 | 15 août       | Michael Jackson                 | Bad                 |
| 17 | 1er septembre | Michael Jackson                 | Bad                 |
| 18 | 15 septembre  | Michael Jackson                 | Bad                 |
| 19 | 1er octobre   | Michael Jackson                 | Bad                 |
| 20 | 15 octobre    | Tracy Chapman                   | Tracy Chapman       |
| 21 | 1er novembre  | U2                              | Rattle and Hum      |
| 22 | 15 novembre   | U2                              | Rattle and Hum      |
| 23 | 1er décembre  | U2                              | Rattle and Hum      |
| 24 | 15 décembre   | U2                              | Rattle and Hum      |